# Sanford
Sanford es una localidad argentina del departamento Caseros, provincia de Santa Fe. Se ubica a la vera de la Ruta Nacional 33, distando 16 km de la ciudad de Casilda (Cabecera Departamental) a 5 km del cruce con la Ruta Nacional 178 y a 76 km de la ciudad de Rosario. 

## Santo Patrono
- Cristo Rey, festividad: último domingo de octubre

## Creación de la Comuna
Tiene como antecedentes administrativos la colonia General Roca. En las tierras de ese primitivo distrito se construyó la estación de ferrocarril en 1888. Luego de un proceso judicial de Carlos Casado contra la sucesión de Leguizamón (familia propietaria de las tierras de General Roca), se realiza la expropiación.
El una de las teorías sobre el origen del nombre sostiene que se debe a, quien fuera el responsable de erigir un crédito para el Banco Provincial cuando este era presidido por Carlos Casado de Alisal, quien fuera el creador del Ferrocarril Oeste Santafesino.
El Gobierno provincial crea la comisión de fomento el 7 de agosto de 1926. El primer presidente de la comisión comunal fue el Dr. Antonio Cañizal, que también fue el primer médico del pueblo.

## Población
Cuenta con 1,865 habitantes (Indec, 2010), lo que representa un descenso del 3% frente a los 1,965 habitantes (Indec, 2001) del censo anterior.
| Gráfica de evolución demográfica de Sanford entre 1991 y 2010 |
|                                                               |
| Fuente: Censos nacionales del INDEC                           |

## Parajes
- Campo Los Pasos
- Campo La Pesoa
- Colonia La Merced
- Colonia Las Flores

## Escuelas
La localidad cuenta con una escuela de enseñanza media, colegio secundario Leopoldo Lugones (Matrícula 106), Fray Luis Beltrán 316 y la escuela primaria José Pedroni 6039 (Matrícula 252), Sarmiento 400.

## Biblioteca
- Leopoldo Lugones

## Clubes
- Club Atlético Sanford

Institución fundada el 15/05/1926 que logró 3 títulos en la liga casildense de fútbol en los años 1945, 1955 y 1987. Actualmente cuenta con fútbol, gimnasia deportiva, patín, vóley, karate y natación en la temporada verano.
- Clubes extintos: Además del C.A.S. existieron otros clubes que luego se disolvieron por distintas circunstancias. Entre ellos se encuentran:
- Sanford Lawn Tennis Club, fundado por el doctor Santiago Hancevich (segundo médico de Sanford) en 1923. Dejó de existir aproximadamente en 1945.
- Halcón Club: algunos de sus fundadores fueron Modesto y Nelo Graziosi, César y Héctor López, Marcos Cuba y Domingo Risso. Posteriormente el nombre se modificó y quedando "Nuevo Horizonte". Fue disuelto en 1948.
- Club Energina: estaba vinculado al personal de la Usina Eléctrica.
- Club Atlético San Martín.
- Club Atlético La Merced.

## Cines
La localidad contó con un cine que actualmente está fuera de servicio y se utiliza como sala de teatro o para fiestas locales o comunales.
Se denominó Cine Sol de Mayo, la proyección estaba a cargo de Enrique Sgavetti, habitante difunto del pueblo.

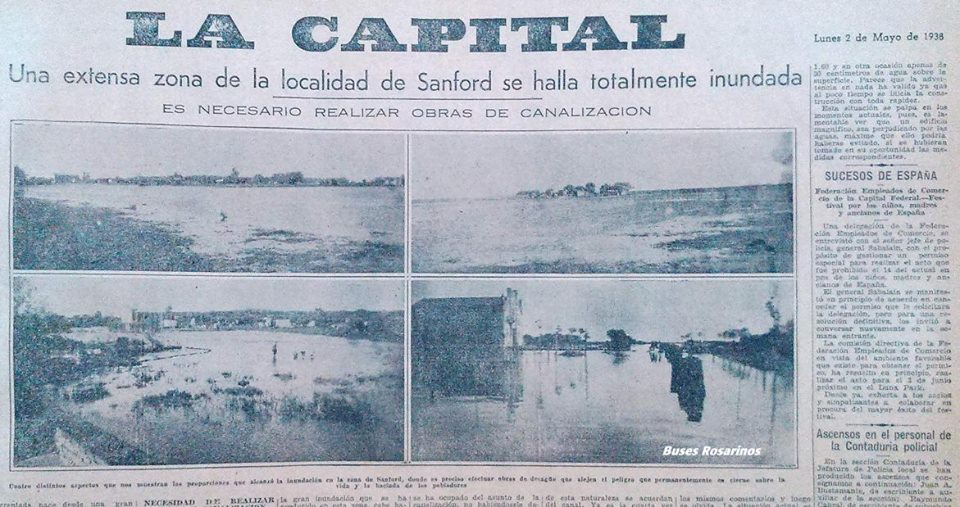
Vista de inundación en mayo de 1938. Diario La Capital (Rosario)

## Clima
También Sanford, como distintas localidades vecinas, siente desde 1973 el corrimiento de las isohietas de 1920-1973, comenzando a sufrir nuevamente el "HEMICICLO HÚMEDO", enfrentando en diferentes épocas del año temporales y tornados que existieron en el anterior "ciclo húmedo 1870-1920", esto repercute en el fuerte económico de la región que es el agro, haciendo desmanes en las plantaciones y arrastrando a su paso silos (grandes recipientes hechos de chapas de forma generalmente cilíndrica que sirven para albergar cantidades de cereal).